# Сакони (селище, Нижньогородська область)
Сакони (рос. Саконы) — селище у складі Ардатовського району Нижньогородської області. Входить до складу робітничого селища Мухтолово.

## Географія
Розташоване за 26 км на північ від робітничого поселення Ардатов. Селище розташоване на залізничній гілці Мухтолово - Теша на відстані 6 км на захід від робітничого поселення Мухтолово і 11 км на схід від селижща Венець.
На сході протікає річка Нукс. Селище з усіх боків оточений лісами: на півночі в основному листяними, на півдні - хвойними.

## Населення
| 1999 | 2002 | 2010 |
| ---- | ---- | ---- |
| 176  | ↘143 | ↘84  |